# 戈瓦
戈瓦（1922年—1992年），全名戈瓦扎木苏，笔名道润梯步、甲乙木，男，蒙古族，内蒙古奈曼旗人，中国历史学家、翻译家、教育家，曾任中国史学会理事。